# توبياس ويزنر
توبياس ويزنر (بالألمانية: Tobias Wiesner)‏ (31 يوليو 1990 - ) هو لاعب كرة قدم ألماني في مركز الهجوم. لعب مع يان ريغينسبورغ.

## وصلات خارجية
- توبياس ويزنر على موقع قاعدة بيانات كرة القدم.إي يو (الإنجليزية)
- توبياس ويزنر على موقع عالم كرة القدم.نت (الإنجليزية)